# Tierga
Tierga – gmina w Hiszpanii, w prowincji Saragossa, w Aragonii, o powierzchni 66,13 km². W 2011 roku gmina liczyła 197 mieszkańców.